# 156项重点工程

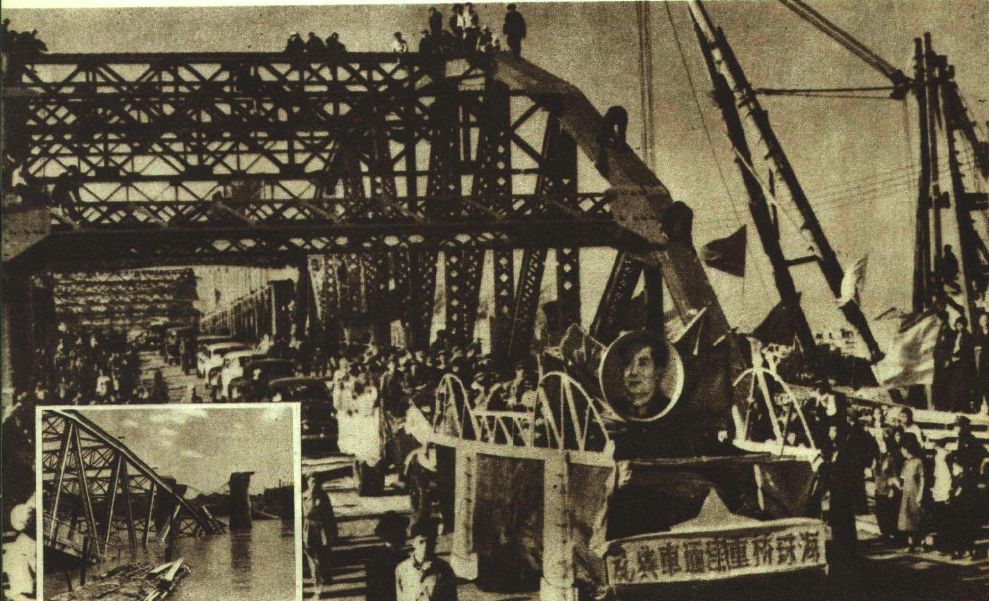
在苏联桥梁专家吉贺诺夫指导下，海珠桥恢复通车

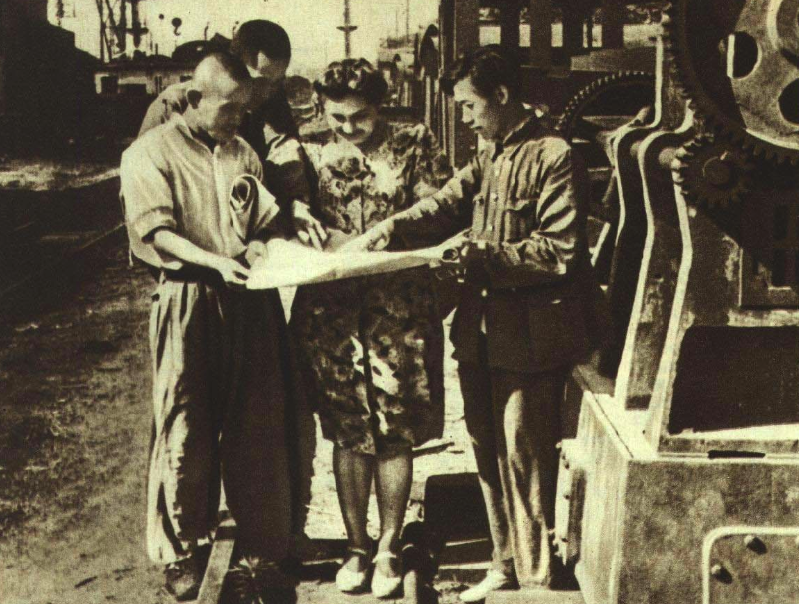
苏联专家妮娜·波尔达芙车瓦指导大连铁路分厂工作

“156项”重点工程（俄語：156 Ключевых Промышленных Проектов КНР），简称156工程（俄語：156 Проектов），是中国第一个五年计划时期从苏联与东欧国家引进的156项重点工矿业基本建设项目。奠定了中国初步工业化的部门经济和理论基础。中国以这些项目为核心，以900余个限额以上大中型项目配套为重点，初步建起了工业经济体系。
1950年代时任中央财委主任与国家基本建设委员会主任的陈云评价说：“第一个五年计划中的一百五十六项，那确实是援助，表现了苏联工人阶级和苏联人民对我们的情谊”。不過根據當時外交史料記載，交易條件也曾多次更改，現在一般認為除了展現社會主義國家的精神外，還需要考慮到1950年代戰爭改變國際局勢所促成。

## 历史

### 项目确定
1949年1月苏共政治局委员米高扬到河北省西柏坡与中共领导人会谈。2月6日毛泽东向米高扬提出需要3亿美元贷款、300辆汽车，以及各种必要的物资、机器、石油产品和造币用的银子等援助，希望能够从1949年起在三年内分期提供。
1949年6月21日，刘少奇、高岗、王稼祥组成的中共中央代表团赴苏联访问。在6月下旬至7月上旬的初步会谈中，希望获得苏联3亿美元的贷款，由于中国国内正在建立统一管理经济的机关，解放区正在不断扩大，缺乏专家与资料，一时无法向苏联提出全部订货货单，希望苏联主要专家来华与中国共同商定全部或主要部分货单。8月14日，刘少奇与来华苏联专家的负责人柯瓦廖夫及苏联专家220人一起离莫斯科回国，中苏两国专家共同研究苏联帮助中国建设的具体项目。

### 1950年至1953年初确定50个项目

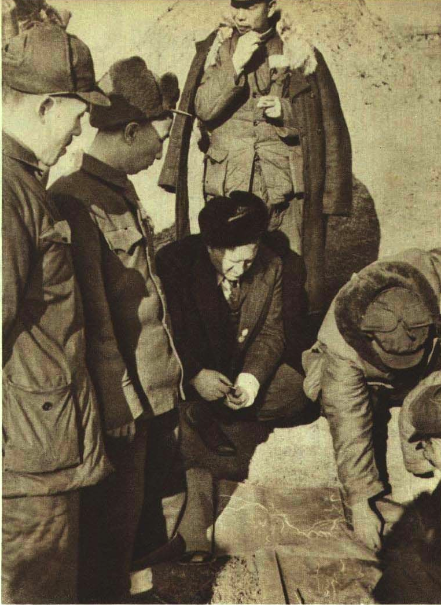
1951年，苏联水利专家布科夫指导中国团队治理淮河

在毛泽东、周恩来访苏会商基础上，1950年2月14日中苏两国正式签订了《中华人民共和国中央人民政府和苏维埃社会主义共和国联盟政府关于贷款给中华人民共和国的协定》，以年利1%的优惠条件苏联贷款给中国3亿美元，用以偿付为恢复和发展中华人民共和国经济而由苏联交付的机器设备与器材，中华人民共和国政府以原料、茶、现金、美元等分十年付还贷款及利息。此后，李富春、王稼祥、叶季壮、刘亚楼、赛福鼎·艾则孜、伍修权组成新的中国政府代表团，留苏继续进行谈判并签订一些单项经济贸易协定。一般由苏联先派设计组来华，结合中国情况作出设计后再确定项目，将新建工厂与改装原厂的计划结合起来，将供应目前需要与供应将来需要结合起来。1950年至1952年初，苏联帮助设计的项目共有42个。
- 第一批16个苏联专家设计组是1950年毛泽东、周恩来在苏时聘请的；
- 第二批3个苏联专家设计组是朝鲜战争发生后为建立北满基地而聘请的；
- 第三批苏联专家设计组是1951年内聘请的。

在42个项目中，地域分布：
- 东北30个，电力、钢铁、煤炭、制铝等占20个，其他10个是机械、化学、造纸等。
- 关内6个，是太原、重庆、西安、郑州4个电站及太原肥料厂及染料厂
- 新疆5个，是电厂和医院
- 内蒙1个。

总投资额仅关内和东北35个项目估算为34亿元，其中国外订货占30%。至1952年1月，已作出初步设计并已经批准的有15个。
1952年8月，周恩来总理、陈云副总理率领中国政府代表团赴苏与苏联政府进一步商谈经济建设援助问题。1953年5月以前，在1950-1952年3年中陆续委托苏联设计，并经苏方同意援助中国建设与改建的50个企业。具体为：
1. 鞍山钢铁公司
2. 大石桥镁矿厂
3. 富拉尔基特殊钢厂(一期)
4. 本溪钢铁公司
5. 哈尔滨铝加工厂
6. 抚顺铝厂(一期)
7. 吉林铁合金厂
8. 吉林电石碳氮化钙厂
9. 吉林电极厂
10. 吉林氮肥厂
11. 吉林染料厂
12. 太原染料厂(即太原化学厂)
13. 鸡西城子河竖井
14. 鹤岗东山一号竖井
15. 鹤岗兴安台一号竖井
16. 阜新平安一号竖井
17. 阜新新邱一号竖井
18. 阜新海州露天矿
19. 辽源中央竖井
20. 大同鹅毛口竖井
21. 大同土白窑竖井
22. 太原第一热电站(一期)
23. 抚顺电站
24. 阜新电站
25. 大连热电站
26. 富拉尔基热电站
27. 吉林热电站
28. 西安第二热电站(一期)
29. 乌鲁木齐电站
30. 重庆电站
31. 郑州第二电站
32. 丰满水电站
33. 沈阳第一机床厂
34. 哈尔滨量具刃具厂
35. 沈阳风动工具厂
36. 哈尔滨锅炉厂
37. 第一汽车制造厂
38. 哈尔滨电表仪器厂
39. 沈阳电缆厂
40. 佳木斯综合造纸厂
41. 佳木斯综合造纸厂铜网厂
42. 电子管厂(774)
43. 飞机修理厂(122)
44. 航空发动机修理厂(120)
45. 沈阳飞机修理厂
46. 沈阳航空发动机修理厂
47. 南昌飞机修理厂
48. 株州航空发动机修理厂
49. 牙克石纸厂
50. 营城子银矿山八号竖井

### 1953年“5.15”协定新确定91个项目
1953年5月15日由李富春和米高扬分别代表两国政府签订《关于苏维埃社会主义共和国联盟政府援助中华人民共和国中央人民政府发展中国国民经济的协定》，规定由苏联在1953年至1959年内，用技术设备援助中国建设与改建91个企业。具体为：
1. 包头联合钢铁厂
2. 大冶钢铁联合厂
3. 哈尔滨铝合金加工厂(二期)
4. 抚顺铝厂(二期)
5. 抚顺镁厂
6. 江西钨矿厂
7. 西安硬质合金厂
8. 云南个旧锡联合厂(改建与扩建)
9. 辽西杨家杖子钼矿厂(扩充)
10. 热河矾钛矿厂(恢复与改建)
11. 兰州氮肥厂
12. 太原氮肥厂
13. 兰州合成橡胶厂
14. 鸡西光义一号立井(后拟以王石凹代替)
15. 双鸭山尖山二号立井(后拟以平顶山代替)
16. 双鸭山洗煤厂
17. 通化湾沟立井
18. 鹤岗兴安台二号立井
19. 鹤岗大陆立井(后拟以东露天代替)
20. 抚顺煤炭联合厂
21. 淮南谢家集中央选煤厂
22. 焦作中马村立井
23. 峰峰北大峪立井(原称通顺立井)
24. 峰峰洗煤厂
25. 鸡西滴道11号竖井(后拟以山西潞安竖井代替)
26. 太原第一热电站(二期)
27. 太原第二热电站(自太原第一热电站第二期分出)
28. 石家庄热电站(二期)
29. 包头第一热电站
30. 西安第二热电站(二期)
31. 富拉尔基热电站(二期)(改为后西安第三热电)
32. 兰州热电站
33. 个旧电站(一期)
34. 大冶热电站
35. 微水热电站
36. 兰州炼油厂
37. 沈阳第二机床厂
38. 武汉重工具机厂
39. 富拉尔基重型机器厂
40. 洛阳矿山机械厂
41. 兰州石油机械厂(采油设备)
42. 哈尔滨汽轮机厂(透平机)
43. 第二汽车制造厂
44. 洛阳拖拉机制造厂
45. 洛阳滚珠轴承厂
46. 哈尔滨电机厂汽轮发电机车间
47. 哈尔滨电刷厂
48. 西安开关水银整流器厂
49. 西安电力电容器厂
50. 西安绝缘材料厂
51. 西安高压电瓷厂
52. 石家庄淀粉厂
53. 石家庄抗生素厂
54. 太原磺胺厂
55. 八五公厘高射炮和八五公厘坦克炮厂
56. 光学仪器厂
57. 钢弹体厂
58. 引信制造厂
59. 炮弹铜壳制造厂
60. 装药厂
61. 装药厂
62. 雷管火帽厂
63. 水雷制造厂
64. 单基无烟药厂
65. 双基无烟药厂
66. 梯恩梯制造厂
67. 防毒器材厂
68. 喷气发动机修理厂
69. 喷气驱逐机制造厂
70. 航空发动机附件厂
71. 飞机附件厂
72. 航空电气设备厂
73. 喷气驱逐机修理厂
74. 航空仪表制造厂
75. 教练机制造厂
76. 活塞发动机制造厂
77. 冲击机修理厂
78. 教练机及驱逐机修理厂
79. 喷气发动机制造厂
80. 中型坦克制造厂
81. 坦克发动机制造厂
82. 通用无线电零件厂
83. 高级通讯机制造厂
84. 自动电话交换机厂
85. 成套雷达制造厂
86. 高射炮雷达制造厂
87. 飞机雷达制造厂
88. 武汉电站
89. 探照灯制造厂
90. 避雷器车间

这91个企业的行业分布：
- 两个钢铁联合企业（包括采矿、选矿、炼铁、炼钢、轧钢等分厂），生产能力为年各产钢120-150万吨。
- ８个有色冶金企业，年产锡3万吨，铝1.5万吨，钼精矿1万吨，钨精矿3万吨，钡钛精矿13万吨。
- 8个矿井、1个煤炭联合厂，年产煤能力共1990万吨；3个洗煤厂，能力共为年产450万吨。
- 1个石油炼油厂，年处理原油100万吨。
- 32个机器制造厂，其中包括5个重型机器制造厂，能力共为年产冶金、矿山、石油设备7.5万吨及金属切削机床3.6万吨；1个汽车制造厂和1个拖拉机制造厂，年产载重汽车6万辆及拖拉机1.5万辆；1个滚珠轴承厂，年产轴承1000万个；还有一部分国防工业企业。
- 16个动力机器及电力机器制造厂，其中包括蒸气透平及透平发电机的制造，能力各为年产36万千瓦并能扩大到60万千瓦，以及水银整流器、避雷器、绝缘材料、高压磁瓶、自动电话交换机、电容器、高级无线电器材等制造厂。
- 7个化学厂，其中包括两个氮肥厂，一个合成橡胶厂（利用炼油厂的废气做原料），年产氮肥18万吨及合成橡胶1.5万吨；还有几个国防工业企业。
- 10个火力电站，设备能力为41.3万千瓦。
- 2个生产磺胺、盘尼西林和链霉素的医药工业企业和1个食品工业企业--淀粉厂。

中方原先提请苏联设计的一部分项目在这次谈判中取消了。这包括：
1. 中国自己能办的，如纺织印染厂、小电站；
2. 地质资源不明还无法进行设计的企业，主要是煤矿
3. 在第一个五年计划时不需要也不可能建设的，如年产十万吨的重型机器厂等。

这次谈判中，一部分项目是苏联方面提议经中方同意增加的，如电工方面的绝缘材料厂、高压磁瓶厂等。
加上之前的50个企业，总计141个企业。苏联完成这些企业的70-80%的设计工作、50-70%的设备制造，其余设计与设备制造工作由苏联专家帮助中国企业完成。产品制造特许权为苏联无偿提供，其余部分总值约为30-35亿卢布。中国政府为偿付以上设备和技术援助，将按质按量对苏联供给钨精矿16万吨、锡11万吨、钼精矿3.5万吨、锑3万吨、橡胶9万吨以及羊毛、黄麻、大米、猪肉、茶叶等。
按照上述协定，到1959年这些项目完工时，中国钢铁、煤炭、电力、石油等主要重工业产品，大约等于苏联第一个五年计划的水平，接近或超过1937年日本的水平。

### 1953年“5.15”协定至1954年9月的新增与调整
1953年“5.15”协定之后，将前50项的沈阳飞机修理厂、洛阳航空发动机修理厂、南昌飞机修理厂、株州航空发动机修理厂等四个项目合并在后91项；停止牙克石纸厂、营城子银矿山八号竖井等两个项目的设计，将兴安台选煤厂自兴安台一号竖井的项目中分出，如此141项变成了136项。
1954年8月备忘录及其他文件中又取消了91项中的武汉电站。将避雷器车间并入西安高压电瓷厂内，将抚顺镁厂并入抚顺铝厂，并新增加了11项：
1. 包头第二热电站
2. 个旧电站(二期)
3. 成都热电站
4. 洛阳热电站
5. 株州热电站
6. 佳木斯热电站
7. 赣南电站
8. 白银冶炼厂
9. 洛阳铜加工厂
10. 哈尔滨滚珠轴承厂
11. 高射炮指挥仪制造厂

至此形成144个建设项目。

### 1954年10月新增15个项目
1954年9月赫鲁晓夫首次访华前主持召开苏共中央主席团会议，决定对华大幅增加援助，并在前述141项工程的基础上再增加15项工程，并提升技术含量。
1954年10月12日，中苏两国政府在北京签署《对于1953年5月15日关于苏联政府援助中华人民共和国中央人民政府发展中国国民经济的协定的议定书》《中国政府请苏联政府增加设计和帮助建设某些企业的备忘录（一九五四年十月十二日）》。前者规定：苏联政府同意援助中华人民共和国政府新建13个企业和改建哈尔滨滚珠轴承工厂；这13个企业包括白银厂、有色金属联合工厂、有色金属加工厂、一个选煤厂，两个煤井、7个热电站。对于苏联所供应的设备和所给予的技术援助的偿付，按照当时实行的中苏贸易协定进行。在后者（备忘录中）新增加了15项：
1. 某造船厂
2. 高速柴油机制造厂
3. 中速柴油机制造厂
4. 哈尔滨蒸汽透平制造厂(即汽轮机厂扩建)
5. 哈尔滨锅炉厂(第二期)
6. 鱼雷制造厂
7. 船用电机车间(扩建)
8. 黄河三门峡水力枢纽
9. 抚顺东露天矿(代替鹤岗大陆竖井)
10. 抚顺第二制油厂（扩建）
11. 炼油设备制造厂
12. 小型拖拉机制造厂
13. 云南东川有色金属公司（铜矿）
14. 云南会泽有色金属公司（铅锌矿）
15. 富拉尔基特殊钢厂（二期）
16. 鞍钢第三炼钢厂

上述7个海军舰船装备相关工厂，是在515协定和64海军协定基础上为实现海军舰艇制造目标而必须进一步追加的项目。
这样总计有162个项目，其中35个为国防项目。在实施过程中有的项目取消了，有的分成两期实施，即被视为两个项目。至1954年底确定的156项建设项目，成为1955年正式通过颁布的第一个五年计划的公开宣传的重点。随着形势和认识的发展变化这些项目有所调整。但“156项”作为一个宣传标志不再改动了。

### 1956年与1957年的新增与调整
1956年4月7日中苏再次签订协议，增加55个援助项目，其中新增工业建设项目为49个，另外包括3个研究所，2个电站的二期工程，1个国防工业的重复项目。1956年9月又签订了12项。截至1957年3月，中国与苏联签订了协议的建设项目共计255项，其中工业部门的项目共244项，非工业项目11项。以上项目中除去重复计算的13个项目，业经双方同意撤消的10个项目及1957年底可建成的63个项目外，留待第二个五年计划继续建设或需修改协议的共计169个项目。
1957年5、6月份，国家计委与苏方商谈，苏联同意中国提出的“勤俭建国，自力更生为主”的方针，按照中方愿望同意撤消一批项目（10个）、缩小一批项目的建设规模和推迟一批项目的建设进度。对于留待第二个五年计划时期建设的169个项目决定作以下处理：
1. 按原协议的规模和进度建设不变的计28项。这些项目凡设计可以改由中国进行的将改由中国国内自行设计，凡设备能由中国自行制造的大部分分交时皆留国内自行制造。
2. 解除苏方承担的设计和设备供应义务的51项，其中约有10项将由中国自行设计和制造设备，苏方将根据中国的请求对这些项目的建设给予提供技术资料、派遣专家、进行设计的鉴定、进行研究工作等项技术援助。其余41项取消不建设。
3. 缩小规模和推迟建设进度的共有90个项目，其中缩小规模的9项，推迟建设进度的52项，既缩小规模又推迟进度的29项。

结果是苏联继续援建181项，其中第一个五年内建成的63项；第二个五年建设的118项。

### 1958年以后
1958、1959年中国又与苏联签订了几个供应成套设备协定，共计有100多个建设项目。整个1950年代与苏联签订协定由苏联帮助中国建设的成套设备建设项目共计304项，单独车间和装置64项。到1960年中苏关系破裂终止经济合同，这304项中全部建成的有120项，基本建成的29项，废止合同的89项，由中国自行续建的66项；64项单独车间和装置中建成的29项，废止合同的35项。
1950年代中国和东欧各国签订协定引进成套设备建设项目116项，完成和基本完成的108项，解除义务的8项；单项设备88项，完成和基本完成的81项，解除义务的7项。
1960年7月16日，苏联政府突然照会中国政府，决定自1960年7月28日到9月1日撤走全部在华苏联专家。截止1960年底，“156项”已建成133项，还有17项正在建设中。

## 156项的列表
“156项”的基础材料，没有系统地整理过，包括哪些项目，实际有多少项，有很多不同说法。国家计委基本建设综合局经过对国家计委、中央档案馆、国家经委的大量档案进行长期调查研究，第一次将“156项”的形成、变化和建设规模、建设进度等情况综合整理出来，1983年6月8日写成《“一五”156项建设情况（实际正式施工项目为150项）》，确定为150项。在1955年第一个五年计划颁布时确定的156项中，由于赣南电站改为成都电站、陕西422厂统计了两次，造成两项重复计算。因此实为154项。在154个项目中，有第二汽车制造厂、第二拖拉机制造厂因厂址未定，山西潞安一号立井、山西大同白土窑立井因地质问题未建，总共4个项目未建。实际正式施工的项目为150个。
| 项目总称                                   | 建设性质 | 建设地点               | 建设期限 | 建设规模                                                                     |
| ------------------------------------------ | -------- | ---------------------- | -------- | ---------------------------------------------------------------------------- |
| “一五”时期施工147项                        |          |                        |          |                                                                              |
| 煤炭（25项）：采煤2165万吨，洗煤950万吨    |          |                        |          |                                                                              |
| 鹤岗东山1号立井                            | 续建     | 黑龍江省鹤岗           | 50～55   | 采煤90万吨                                                                   |
| 鹤岗兴安台10号立井                         | 续建     | 黑龍江省鹤岗           | 52～56   | 采煤150万吨                                                                  |
| 辽源中央立井                               | 续建     | 吉林省辽源             | 50～55   | 采煤90万吨                                                                   |
| 阜新平安立井                               | 续建     | 遼寧省阜新市           | 52～57   | 采煤150万吨                                                                  |
| 阜新新邱一号立井                           | 新建     | 遼寧省阜新市           | 54～58   | 采煤60万吨                                                                   |
| 阜新海州露天矿                             | 续建     | 遼寧省阜新市           | 50～57   | 采煤300万吨                                                                  |
| 兴安台洗煤厂                               | 新建     | 黑龍江省鹤岗           | 57～59   | 洗煤150万吨                                                                  |
| 城子河洗煤厂                               | 新建     | 黑龍江省鸡西市         | 57～59   | 洗煤150万吨                                                                  |
| 城子河9号立井                              | 新建     | 黑龍江省鸡西市         | 55～59   | 采煤75万吨                                                                   |
| 山西潞安洗煤厂                             | 新建     | 山西省潞安             | 56～58   | 洗煤200万吨                                                                  |
| 焦作中马村立井                             | 新建     | 河南省焦作             | 55～59   | 采煤60万吨                                                                   |
| 兴安台二号立井                             | 新建     | 黑龍江省鹤岗           | 56～61   | 采煤150万吨                                                                  |
| 大同鹅毛口立井                             | 新建     | 山西省大同市           | 57～61   | 采煤120万吨                                                                  |
| 淮南谢家集中央洗煤厂                       | 新建     | 安徽省淮南             | 57～59   | 洗煤100万吨                                                                  |
| 通化湾沟立井                               | 新建     | 吉林省通化             | 56～58   | 洗煤60万吨                                                                   |
| 峰峰中央洗煤厂                             | 新建     | 河北省邯郸市峰峰       | 57～59   | 洗煤200万吨                                                                  |
| 抚顺西露天矿                               | 改建     | 遼寧省抚顺             | 53～59   | 采煤300万吨                                                                  |
| 抚顺龙凤矿                                 | 改建     | 遼寧省抚顺             | 53～58   | 洗煤90万吨                                                                   |
| 抚顺老虎台矿                               | 改建     | 遼寧省抚顺             | 53～57   | 洗煤80万吨                                                                   |
| 抚顺胜利矿                                 | 改建     | 遼寧省抚顺             | 53～57   | 洗煤90万吨                                                                   |
| 双鸭山洗煤厂                               | 新建     | 黑龍江省双鸭山         | 54～58   | 洗煤150万吨                                                                  |
| 铜川玉石凹立井                             | 新建     | 陝西省铜川             | 57～61   | 采煤120万吨                                                                  |
| 峰峰通顺3号立井                            | 新建     | 河北省邯郸市峰峰       | 57～61   | 采煤120万吨                                                                  |
| 平顶山2号立井                              | 新建     | 河南省平顶山           | 57～60   | 采煤90万吨                                                                   |
| 抚顺东露天矿                               | 新建     | 遼寧省抚顺             | 56～61   | 油母页岩700万立方米                                                          |
| 石油（2项）：炼油170万吨                   |          |                        |          |                                                                              |
| 兰州炼油厂                                 | 新建     | 甘肅省兰州             | 56～59   | 炼油100万吨                                                                  |
| 抚顺第二制油厂                             | 改建     | 遼寧省抚顺             | 56～59   | 页岩原油70万吨                                                               |
| 电力（25项）：装机288.65万千瓦             |          |                        |          |                                                                              |
| 阜新热电站                                 | 扩建     | 遼寧省阜新市           | 51～58   | 15万千瓦                                                                     |
| 抚顺电站                                   | 扩建     | 遼寧省抚顺             | 52～57   | 15万千瓦                                                                     |
| 重庆电站                                   | 新建     | 重庆                   | 53～54   | 2.4万千瓦                                                                    |
| 丰满水电站                                 | 扩建     | 吉林省吉林市丰满區     | 51～59   | 42.25万千瓦                                                                  |
| 大连热电站                                 | 扩建     | 遼寧省大连市           | 54～55   | 2.5万千瓦                                                                    |
| 太原第1热电站                              | 新建     | 山西省太原             | 53～57   | 7.4万千瓦                                                                    |
| 西安热电站（1—2期）                        | 新建     | 陝西省西安             | 52～57   | 4.8万千瓦                                                                    |
| 郑州第2热电站                              | 新建     | 河南省郑州             | 52～53   | 1.2万千瓦                                                                    |
| 富拉尔基热电站                             | 新建     | 黑龙江齐齐哈尔富拉尔基 | 52～55   | 5万千瓦                                                                      |
| 乌鲁木齐热电站                             | 新建     | 新疆乌鲁木齐           | 52～59   | 1.9万千瓦                                                                    |
| 吉林热电站                                 | 扩建     | 吉林省吉林市           | 56～58   | 10万千瓦                                                                     |
| 太原第2热电站                              | 新建     | 山西省太原             | 56～58   | 5万千瓦                                                                      |
| 石家庄热电站（1—2期）                      | 新建     | 河北省石家庄           | 55～59   | 4.9万千瓦                                                                    |
| 鄠县热电站（1—2期）                        | 新建     | 陝西省西安市鄠县       | 56～60   | 10万千瓦                                                                     |
| 兰州热电站                                 | 新建     | 甘肅省兰州             | 55～58   | 10万千瓦                                                                     |
| 青山热电站                                 | 扩建     | 湖北省武汉             | 55～59   | 11.2万千瓦                                                                   |
| 个旧电站（1—2期）                          | 新建     | 雲南省紅河州个旧       | 54～58   | 2.8万千瓦                                                                    |
| 包头四道沙河热电站                         | 新建     | 內蒙古包头             | 56～58   | 5万千瓦                                                                      |
| 包头宋家壕热电站                           | 新建     | 內蒙古包头             | 57～60   | 6.2万千瓦                                                                    |
| 佳木斯纸厂热电站                           | 新建     | 黑龍江省佳木斯         | 55～57   | 2.4万千瓦                                                                    |
| 株洲热电站                                 | 新建     | 湖南省株洲             | 55～57   | 1.2万千瓦                                                                    |
| 成都热电站                                 | 新建     | 四川省成都             | 56～58   | 5万千瓦                                                                      |
| 洛阳热电站                                 | 新建     | 河南省洛阳             | 55～58   | 7.5万千瓦                                                                    |
| 三门峡水利枢纽                             | 新建     | 河南省三门峡市陕县     | 56～69   | 110万千瓦                                                                    |
| 北京热电站                                 | 新建     | 北京朝阳区             | 58～59   | 10万千瓦                                                                     |
| 钢铁（7项）                                |          |                        |          |                                                                              |
| 鞍山钢铁公司                               | 改建     | 遼寧省鞍山             | 52～60   | 铁250、钢320、钢材250万吨                                                    |
| 本溪钢铁公司                               | 改建     | 遼寧省本溪             | 53～57   | 铁110万吨                                                                    |
| 富拉尔基特钢厂（1—2期）                    | 新建     | 黑龙江齐齐哈尔富拉尔基 | 53～58   | 特钢16.6万吨                                                                 |
| 吉林铁合金厂                               | 新建     | 吉林省吉林市           | 53～56   | 铁合金4.35万吨                                                               |
| 武汉钢铁公司                               | 新建     | 湖北省武汉             | 55～62   | 生铁150、钢150、钢材110万吨                                                  |
| 包头钢铁公司                               | 新建     | 內蒙包头               | 56～62   | 生铁160、钢150万吨                                                           |
| 热河钒钛矿                                 | 新建     | 河北省承德             | 55～58   | 钛镁7000吨、钒铁1000吨                                                       |
| 有色（11项）                               |          |                        |          |                                                                              |
| 抚顺铝厂（1—2期）                          | 改建     | 遼寧省抚顺             | 52～57   | 铝锭3.9万吨、铝0.12万吨                                                      |
| 哈尔滨铝加工厂（1—2期）                    | 新建     | 黑龙江哈尔滨           | 52～58   | 铝材3万吨                                                                    |
| 吉林电缆厂                                 | 新建     | 吉林省吉林市           | 53～55   | 石墨制品2.23万吨                                                             |
| 株洲硬质合金厂                             | 新建     | 湖南省株洲             | 55～57   | 硬质合金500吨                                                                |
| 杨家杖子钼矿                               | 新建     | 遼寧省葫蘆島市杨家杖子 | 56～58   | 钼精矿4700吨                                                                 |
| 云南锡业公司                               | 新建     | 雲南省紅河州个旧       | 54～58   | 锡3万吨                                                                      |
| 江西大吉山钨矿                             | 新建     | 江西省赣州市虔南       | 55～59   | 采选1600吨/日                                                                |
| 江西西华山钨矿                             | 新建     | 江西省赣州市大庾       | 56～59   | 1856                                                                         |
| 江西岿美山钨矿                             | 新建     | 江西省赣州市定南       | 56～59   | 1570                                                                         |
| 白银有色金属公司                           | 新建     | 甘肅省白银市           | 55～62   | 电铜3万吨、硫酸2.5万吨                                                       |
| 洛阳有色金属加工厂                         | 新建     | 河南省洛阳             | 57～62   | 铜材6万吨                                                                    |
| 化工（7项）：合成氨15.4万吨 硝酸铵18.8万吨 |          |                        |          |                                                                              |
| 吉林染料厂                                 | 新建     | 吉林省吉林市           | 55～58   | 合成染料及中间体7385吨                                                       |
| 吉林氮肥厂                                 | 新建     | 吉林省吉林市           | 54～57   | 合成氨5万吨、硝酸铵9万吨                                                     |
| 吉林电石厂                                 | 新建     | 吉林省吉林市           | 55～57   | 电石6万吨                                                                    |
| 太原化工厂                                 | 新建     | 山西省太原             | 54～58   | 硫酸4万吨、烧碱1.5万吨                                                       |
| 兰州合成橡胶厂                             | 新建     | 甘肅省兰州             | 56～60   | 合成橡胶1.5万吨                                                              |
| 太原氮肥厂                                 | 新建     | 山西省太原             | 57～60   | 合成氨5.2万吨、硝酸铵9.8万吨                                                 |
| 兰州氮肥厂                                 | 新建     | 甘肅省兰州             | 56～59   | 合成氨5.2万吨、硝酸铵9.8万吨                                                 |
| 机械（24项）                               |          |                        |          |                                                                              |
| 哈尔滨锅炉厂（1—2期）                      | 新建     | 黑龙江哈尔滨           | 54～60   | 高中压锅炉4080吨/年                                                          |
| 长春第一汽车厂                             | 新建     | 吉林省长春市           | 53～56   | 解放牌汽车3万辆                                                              |
| 沈阳第一机床厂                             | 新建     | 遼寧省沈阳             | 53～55   | 车床4000台                                                                   |
| 哈尔滨量具刃具厂                           | 新建     | 黑龙江哈尔滨           | 53～54   | 量刃具512万付/1032吨                                                         |
| 沈阳风动工具厂                             | 改建     | 遼寧省沈阳             | 52～54   | 各种风动工具2万台/554吨                                                      |
| 沈阳电缆厂                                 | 改建     | 遼寧省沈阳             | 52～54   | 各种电缆3万吨                                                                |
| 哈尔滨仪表厂                               | 新建     | 黑龙江哈尔滨           | 53～56   | 电气仪表10万只、汽车仪表5万套、电度表60万只                                  |
| 哈尔滨汽轮机厂（1—2期）                    | 新建     | 黑龙江哈尔滨           | 54～60   | 汽轮机60万千瓦                                                               |
| 沈阳第二机床厂                             | 改建     | 遼寧省沈阳             | 55～58   | 各种机床4497台/1.6万吨                                                       |
| 武汉重型机床厂                             | 新建     | 湖北省武汉             | 55～59   | 机床380台                                                                    |
| 洛阳拖拉机厂                               | 新建     | 河南省洛阳             | 56～59   | 拖拉机1.5万台                                                                |
| 洛阳滚珠轴承厂                             | 新建     | 河南省洛阳             | 54～58   | 滚珠轴承1000万套                                                             |
| 兰州石油机械厂                             | 新建     | 甘肅省兰州             | 56～59   | 石油设备1.5万吨                                                              |
| 西安高压电瓷厂                             | 新建     | 陝西省西安             | 56～62   | 各种电瓷1.5万吨                                                              |
| 西安开关整流器厂                           | 新建     | 陝西省西安             | 58～61   | 高压开关1.3万套/整流器60万千瓦                                               |
| 西安绝缘材料厂                             | 新建     | 陝西省西安             | 56～60   | 各种绝缘材料6000吨                                                           |
| 西安电力电容器厂                           | 新建     | 陝西省西安             | 56～58   | 电力电容器100千伏安6.1万只                                                   |
| 洛阳矿山机械厂                             | 新建     | 河南省洛阳             | 55～58   | 矿山机械设备2万吨                                                            |
| 哈尔滨电机厂汽轮发电机车间                 | 新建     | 黑龙江哈尔滨           | 54～60   | 汽轮发电机60万千瓦                                                           |
| 富拉尔基重机厂                             | 新建     | 黑龙江齐齐哈尔富拉尔基 | 55～59   | 轧机炼钢炼铁设备6万吨                                                        |
| 哈尔滨炭刷厂                               | 新建     | 黑龙江哈尔滨           | 56～58   | 电刷及炭素制品100吨                                                          |
| 哈尔滨滚珠轴承厂                           | 改建     | 黑龙江哈尔滨           | 57～59   | 滚珠轴承655万套                                                              |
| 湘潭船用电机厂                             | 新建     | 湖南省湘潭             | 57～59   | 电机11万千瓦                                                                 |
| 兰州炼油化工厂机械厂                       | 新建     | 甘肅省兰州             | 56～59   | 化工设备2.5万吨                                                              |
| 轻工（1项）                                |          |                        |          |                                                                              |
| 佳木斯造纸厂                               | 新建     | 黑龙江佳木斯           | 53～57   | 水泥纸袋5万吨/铜网6万平方米                                                  |
| 医药（2项）                                |          |                        |          |                                                                              |
| 华北制药厂                                 | 新建     | 河北省石家庄           | 54～58   | 青霉素链霉素等115吨、淀粉1.5万吨                                             |
| 太原制药厂                                 | 新建     | 山西省太原             | 54～58   | 磺铵1200吨                                                                   |
| 军工（43项）                               |          |                        |          |                                                                              |
| 航空12项                                   |          |                        |          |                                                                              |
| 黑龙江120厂                                | 改建     | 黑龍江省哈爾濱         | 53～55   | 东安发动机有限公司                                                           |
| 黑龙江122厂                                | 改建     | 黑龍江省哈爾濱         | 53～55   | 哈爾濱飛機工業集團                                                           |
| 辽宁410厂                                  | 改建     | 遼寧沈阳大东区         | 53～57   | 中国航发黎明公司                                                             |
| 辽宁112厂                                  | 改建     | 遼寧省瀋陽市           | 53～57   | 沈阳飞机工业集团                                                             |
| 江西320厂                                  | 改建     | 江西省南昌             | 53～57   | 江西洪都航空工業集團                                                         |
| 湖南331厂                                  | 改建     | 湖南省株洲市芦淞区     | 55～56   | 中国航发南方工业有限公司                                                     |
| 陕西113厂                                  | 新建     | 陝西省西安             | 55～57   | 中航工業西安航空動力控制有限公司                                             |
| 陕西114厂                                  | 新建     | 陝西省西安             | 55～57   | 中航工業慶安集團有限公司                                                     |
| 陕西212厂                                  | 新建     | 陝西省寶雞             | 55～62   | 寶成通用電子公司                                                             |
| 陕西115厂                                  | 新建     | 陕西省咸阳市兴平市     | 55～57   | 陝西秦嶺航空電氣公司                                                         |
| 陕西514厂                                  | 新建     | 陕西省咸阳市兴平市     | 55～62   | 華興航空機輪公司                                                             |
| 陕西422厂                                  | 新建     | 陝西省西安             | 55～58   | 中国航发西安航空发动机有限公司                                               |
| 电子10项                                   |          |                        |          |                                                                              |
| 北京774厂                                  | 改建     | 北京市朝阳区酒仙桥     | 54～56   | 工厂投资人民幣1.0282亿元，约占当时电子工业总投资的五分之一，目前為京東方公司 |
| 北京738厂                                  | 新建     | 北京市朝阳区酒仙桥     | 55～57   | 北京有線電廠、北京兆维电子有限责任公司                                       |
| 陕西853厂                                  | 新建     | 陕西省商洛市洛南县     | 55～58   | 華達無線電器材廠                                                             |
| 陕西782厂                                  | 新建     | 陝西省寶雞             | 56～57   | 長嶺機器廠                                                                   |
| 四川784厂                                  | 新建     | 四川省成都市           | 57～60   | 錦江電機廠                                                                   |
| 四川788厂                                  | 新建     | 四川省绵阳             | 57～60   | 四川雷达厂，长虹电器                                                         |
| 四川715厂                                  | 新建     | 四川省成都市           | 55～57   | 宏明無線電器材廠                                                             |
| 陕西786厂                                  | 新建     | 陝西省西安             | 55～58   | 黃河機器製造廠                                                               |
| 四川719厂                                  | 新建     | 四川省成都市           | 55～57   | 新興儀器廠——成都航天通訊設備公司                                             |
| 山西785厂                                  | 新建     | 山西省太原             | 56～59   | 大眾機械廠——山西無線電廠                                                     |
| 兵器16项                                   |          |                        |          |                                                                              |
| 山西616厂                                  | 新建     | 山西省大同市           | 56～58   | 山西柴油機工業有限責任公司                                                   |
| 山西748厂                                  | 新建     |                        | 53～58   |                                                                              |
| 山西245厂                                  | 新建     | 山西省太原             | 53～59   | 山西北方興安化學工業有限公司                                                 |
| 山西768厂                                  | 新建     | 山西沁源县             | 55～58   | 為北京大華無線電儀器廠，負責微波器件。因三線建設從北京遷往山西               |
| 山西908厂                                  | 新建     | 山西省太原             | 55～58   | 山西新華化工有限責任公司                                                     |
| 内蒙447厂                                  | 新建     | 內蒙包頭               | 55～59   | 內蒙古北方重工業集團有限公司、內蒙古第二機械製造廠                           |
| 内蒙617厂                                  | 新建     | 內蒙包頭               | 56～58   | 內蒙古第一機械製造集團有限公司                                               |
| 陕西847厂                                  | 新建     | 陝西省西安             | 55～57   | 西安崑崙(集團)有限責任公司                                                   |
| 陕西248厂                                  | 新建     | 陝西省西安             | 55～57   | 西安北方光電有限公司                                                         |
| 陕西803厂                                  | 新建     | 陝西省西安             | 56～57   | 西安北方華山機電有限公司                                                     |
| 陕西844厂                                  | 新建     | 陝西省西安             | 55～59   | 西安東方集團有限公司                                                         |
| 陕西843厂                                  | 新建     | 陝西省西安             | 55～59   | 西安北方秦川集團有限公司                                                     |
| 陕西804厂                                  | 新建     | 陝西省西安             | 55～59   | 西安北方慶華機電集團有限公司                                                 |
| 陕西845厂                                  | 新建     | 陝西省西安             | 55～58   | 西安北方惠安化學工業有限公司                                                 |
| 甘肃806厂                                  | 新建     |                        | 56～60   |                                                                              |
| 山西884厂                                  | 新建     | 山西省太原             | 55～59   | 山西汾西機器廠                                                               |
| 航天2项                                    |          |                        |          |                                                                              |
| 北京211厂                                  | 新建     | 北京市豐台區           | 54～57   | 中国航天科工集团一院211厂、首都航天机械公司211厂，生產組裝火箭。             |
| 辽宁111厂                                  | 改建     | 遼寧沈阳大东区         | 53～56   | 中国航天科工集团三院111厂、沈阳航天新光集团，生產火箭发动机。                |
| 船舶3项                                    |          |                        |          |                                                                              |
| 辽宁431厂                                  | 新建     | 遼寧葫蘆島市龍港區     | 56～60   | 渤海造船厂，生產核潛艇，年產量400万载重吨。                                  |
| 河南407厂                                  | 新建     | 河南洛阳               | 56～60   | 河南柴油机。                                                                 |
| 陝西408厂                                  | 新建     | 陕西省咸阳市兴平市     | 56～60   | 陝西柴油機廠。                                                               |
| “二五”时期施工3项                          |          |                        |          |                                                                              |
| 有色2项                                    |          |                        |          |                                                                              |
| 东川矿务局                                 | 新建     | 云南省昆明市东川       | 58～61   | 采选2万吨/日                                                                 |
| 会泽铅锌矿                                 | 新建     | 云南省曲靖市会泽       | 58～62   | 铅1.5万吨、锌3万吨                                                           |
| 军工1项                                    |          |                        |          |                                                                              |
| 山西874厂                                  | 新建     | 山西临汾市侯马         | 58～66   | 山西平阳机械厂，生產船舶                                                     |

## 项目实施
“一五”期间，中国经济和文教建设的投资总额为760多亿元。“156项”实际施工的150项中，预计总投资为187.8亿元（原预计总投资202.7亿元，三门峡水利枢纽停建及军工项目缩小投资，少用14.9亿元），实际完成196.3亿元，完成104.5％。

## 工业遗产保护
2014年，中国俄罗斯友好协会等倡议推动“156项工程”工业遗产保护，并发布《“156项工程”工业遗产保护倡议书》。